# پینتو کالویگ
پینتو کالویگ (به انگلیسی: Pinto Colvig) (۱۱ سپتامبر ۱۸۹۲–۳ اکتبر ۱۹۶۷) یک بازیگر وودویل، صداپیشه، کارتونیست روزنامه‌ها و بازیگر سیرک بود.
کالویگ صداپیشه اصلی کاراکترهای پلوتو و گوفی در آثار دیزنی بود.
از فیلم‌هایی که وی در آن‌ها نقش داشته‌است، می‌توان به گناه هارولد دیدلباک اشاره نمود.